# 红嘴鸦雀
红嘴鸦雀（学名：Paradoxornis aemodius）为鸦雀科鸦雀属的一种鸟类，它曾经被分类为单独的红嘴鸦雀属。分布于印度、尼泊尔、不丹、缅甸以及中国大陆的甘肃、陕西、西藏、四川、云南等地，一般生活于夏季栖息于2700-3660米间茂密山林中的矮竹丛、杜鹃下层以及冬季下降到海拔1220米左右一带活动。该物种的模式产地在尼泊尔北部。红嘴鸦雀在其分布区内为留鸟，其栖息在半开放的灌木丛中，为草食性鸟类。该物种是单型物种，没有亚种分化。